# Dröbischau
Dröbischau è una frazione della città tedesca di Königsee.

## Storia
Il 1º gennaio 2019 il comune di Dröbischau venne soppresso e aggregato alla città di Königsee-Rottenbach, contemporaneamente ribattezzata «Königsee».